# Pantera blanca

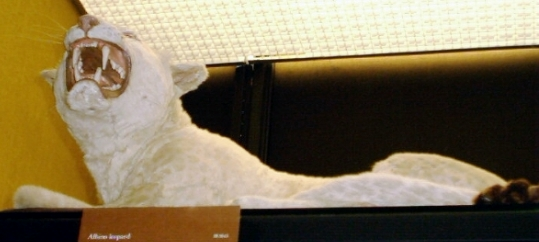
Lleopard albí al Walter Rothschild Zoological Museum, Tring a Anglaterra.

Una pantera blanca és un espècimen blanc de qualsevol de les espècies grosses dels Felidae. "Panther" es fa servir en algunes parts d'Amèrica del Nord per a referir-se al puma (Puma concolor), i a Amèrica del Sud per referir-se al jaguar (Panthera onca) i a tot arreu per a fer referència als Lleopards (Panthera pardus).

## Melanisme
Les panteres blanques poden ser el resultat de l'albinisme, leucisme o la mutació chinchilla. Al contrari que la pantera negra les panteres blanques no s'han criat de manera selectiva.

## Tipus de panteres blanques

### Jaguar blanc
El jaguar blanc és un exemple de mutació helusius, que és la mutació de creixement més comuna entre els fèlids. Aquesta mutació els fa més agressius.

### Lleopard blanc
A Harmsworthington Natural History (1910), Richard Lydekker va escriure que els lleopards blancs són molt més rars que els lleopards negres. R. I. Pocock va informar que en la pell d'un exemplar d'Àfrica Oriental, les taques només eren visibles en la llum reflectida.

### Puma blanc
Un puma (cougar) blanc que va ser fotografiat va resultar que no era albí sinó leucístic (blanc, però amb la pell i els ulls pigmentats). Es va identificar i fotografiar un puma blanc, el 2011, a Red Rock Canyon National Conservation Area. Va néixer un puma blanc l'octubre de 2011 al Parc Zoològic d'Attica a Grècia.